# 남해고등학교
남해고등학교(南海高等學校)는 대한민국 경상남도 남해군 이동면 무림리에 있는 사립 고등학교이다.

## 학교 연혁
- 1952년 4월 11일 : 학교법인 이동학원 설립 인가
- 1952년 5월 6일 : 이동중학교 개교
- 1965년 12월 31일 : 이동고등학교 설립 인가
- 1966년 3월 8일 : 이동고등학교 개교 3학급
- 1973년 12월 20일 : 학급 증설 15학급 개교
- 1975년 1월 13일 : 남해고등학교로 교명 변경
- 1999년 10월 1일 : 다목적 교실 준공식
- 2008년 3월 14일 : 기숙사 준공
- 2011년 2월 26일 : 김용석 이사장 취임
- 2013년 11월 14일 : 급식소 준공
- 2024년 3월 1일 : 김영삼 교장 취임
- 2023년 1월 4일 : 제55회 졸업식

## 참고 자료
- 남해고등학교 - 한국교육학술정보원 학교알리미